# Langbahn-Weltmeisterschaft 2002
Die Langbahn-Weltmeisterschaft 2002 wurde in fünf Grand-Prix-Läufen vom 9. Juni bis zum 26. September 2002 ausgetragen. Weltmeister wurde Robert Barth.

## Veranstaltungsorte
Grand-Prix 1 (9. Juni):
- Bielefeld

Grand-Prix 2 (23. Juni):
- Saint-Colomb-de-Lauzun

Grand-Prix 3 (17. August):
- Scheeßel

Grand-Prix 4 (31. August):
- Morizès

Grand-Prix 5 (26. September):
- Parchim

## Grand-Prix Ergebnisse

### Bielefeld
| Platz | Fahrer       |
| ----- | ------------ |
| 1     | Kelvin Tatum |
| 2     | Gerd Riss    |
| 3     | Robert Barth |

Quelle:

### St. Colombe
| Platz | Fahrer              |
| ----- | ------------------- |
| 1     | Robert Barth        |
| 2     | Kelvin Tatum        |
| 3     | Stéphane Trésarrieu |

Quelle:

### Scheeßel
| Platz | Fahrer       |
| ----- | ------------ |
| 1     | Robert Barth |
| 2     | Kelvin Tatum |
| 3     | Theo Pijper  |

Quelle:

### Morizès
| Platz | Fahrer          |
| ----- | --------------- |
| 1     | Robert Barth    |
| 2     | Kelvin Tatum    |
| 3     | Matthias Kröger |

Quelle:

### Parchim
| Platz | Fahrer       |
| ----- | ------------ |
| 1     | Gerd Riss    |
| 2     | Robert Barth |
| 3     | Bernd Diener |

Quelle:

## Endklassement
| Platz | Fahrer          | Platz GP 1 | Platz GP 2 | Platz GP 3 | Platz GP 4 | Platz GP 5 | Punkte |
| ----- | --------------- | ---------- | ---------- | ---------- | ---------- | ---------- | ------ |
| 1     | Robert Barth    | 3          | 1          | 1          | 1          | 2          | 103    |
| 2     | Kelvin Tatum    | 1          | 2          | 2          | 2          | 8          | 96     |
| 3     | Gerd Riss       | 2          |            |            |            | 1          | 89     |
| 4     | Matthias Kröger |            |            |            |            |            | 77     |
| 5     | Theo Pijper     |            |            |            |            |            | 72     |

Quelle: